# Scopifera
Scopifera é um gênero de traça pertencente à família Arctiidae.